# Fijación de esquí

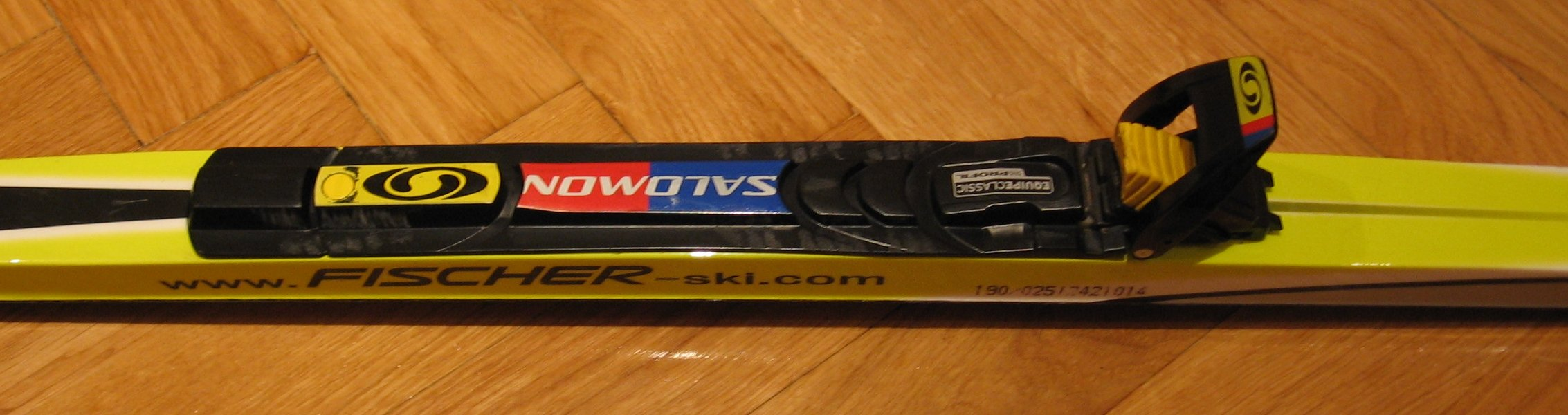
Fijación de esquí de fondo.

Una fijación de esquí es un sistema de anclaje del esquiador a sus esquíes. Este sistema habitualmente es de plástico o fibra de carbono y está sujeto a la tabla de esquiar mediante tornillos, es de tamaño variable y fuerza variable. De este modo cuando el esquiador introduce su bota de esquiar en la fijación se ajusta perfectamente a su tamaño y la fuerza necesaria para que se suelte la bota de la fijación se puede ajustar en función del nivel del esquiador.
La fuerza de la fijación es un factor importante, ya que un esquiador experto necesita que sus fijaciones no se suelten al realizar giros fuertes a gran velocidad, pero un esquiador debutante sí necesita que sus esquíes se suelten a la mínima caída, para que no tenga riesgo de lesionarse.

## Tipos de fijación

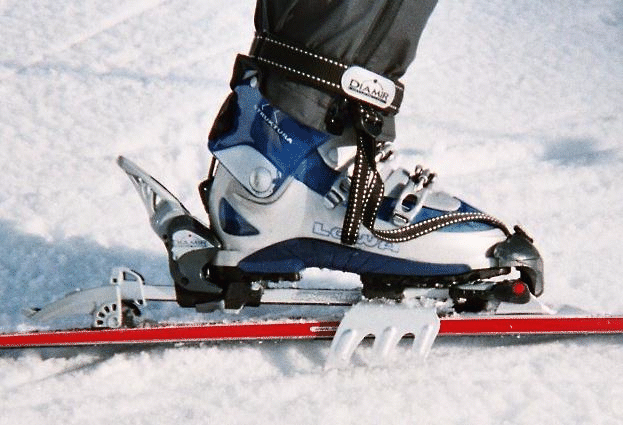
Bota de Touring fijada.

- Esquí Alpino
- Cross Country
- Telemark
- Snowblade o big foot
- Travesía